# Синельниківський ґебіт
Сине́льниківський ґебі́т, окру́га Сине́льникове (нім. Kreisgebiet Sinelnikowo) — адміністративно-територіальна одиниця генеральної округи Дніпропетровськ Райхскомісаріату Україна часів Німецько-радянської війни, з центром у місті Синельникове.

## Історія
Ґебіт утворено о 12 годині дня 1 вересня 1942 року  на території Дніпропетровської області, в результаті переходу лівобережних районів Дніпропетровщини під юрисдикцію генеральної округи Дніпропетровськ. 
Поділявся на 2 райони: район Васильківка (нім. Rayon Wassilkowka) і район Синельникове (нім. Rayon Sinelnikowo),  які відповідали двом довоєнним радянським районам: Васильківському і Синельниківському. 
21 вересня 1943 року адміністративний центр ґебіту було відвойовано радянськими військами. 